# Fix (arrampicata)

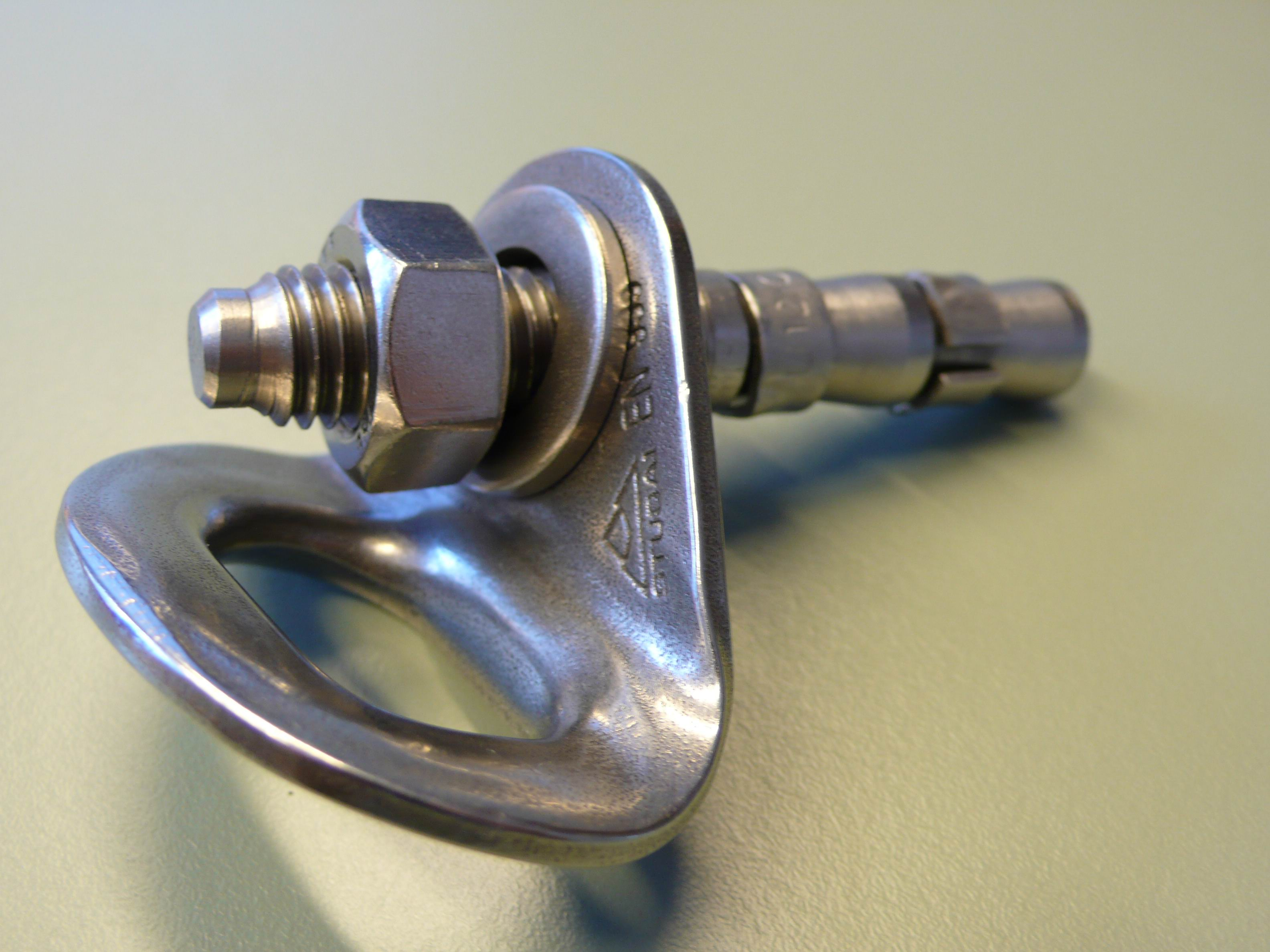
Fix. Sono visibili il fix (costituito dalla barra filettata, camicia metallica e cono d'espansione) e gli accessori di completamento dell'ancoraggio (con placchetta e dado di fissaggio).

Il fix, o spit FIX, è un tassello ad espansione, nato nell'ambito dell'edilizia. È utilizzato come punto di ancoraggio in varie attività come arrampicata, alpinismo, speleologia e torrentismo.

## Descrizione
Si distingue dallo spit ROC per la modalità di espansione del tassello:
- espansione per trazione per lo spit FIX, detto anche brevemente fix[3]
- espansione per percussione per lo spit ROC, detto anche brevemente spit.[1]

Il fix è composto da un unico componente in acciaio o acciaio inox in cui si può individuare:
- un cilindro con una estremità filettata
- un cono d'espansione che costituisce l'altra estremità del cilindro
- una fascia metallica che ricopre parte del cono d'espansione

I diametri più utilizzati sono 8 e 10 millimetri. In ambiente marino, per via dei fenomeni di corrosione, è richiesta una particolare attenzione alla scelta dei materiali e alla periodica sostituzione.
Lo spit FIX ha superato lo spit ROC, offrendo maggior tenuta a carichi radiali e all'estrazione ed elimina il pericoloso rischio di fuoriuscita del cuneo di espansione dal cilindro. Nelle falesie è infine utilizzato anche il fittone resinato, con prestazioni ancora migliori. Spit, fix e resinati fanno parte della famiglia dei "chiodi a perforazione", detti chiper e sono regolamentati dalla normativa EN 959.

## Utilizzo
Dopo aver praticato con il trapano un foro della profondità sufficiente a contenere il fix, lo si introduce aiutandosi col martello. Il successivo avvitamento del dado farà sì che il fix tenderà ad uscire facendo così espandere il cuneo nella fascia metallica, bloccandolo. Il dado serve anche a fissare una piastrina con occhiello.